# 가브리엘 몬자네
가브리엘 몬자네(Gabriel Estêvão Monjane, 1944년 ~ 1990년 1월 15일)은 인류 역사상 최장신이었던 로버트 워들로 사망 이후 돈 퀠러 다음으로 크다고 알려진 인물이다.

## 생애
가브리엘 몬자네는 1944년 모잠비크에서 태어났는데, 거인증에 걸려 17세 때 239cm였다. 가브리엘 몬자네는 포르투갈의 서커스 단원으로 일했으며, 성인 때 키가 246cm였다. 가브리엘 몬자네는 1988년에 기네스 세계 기록이 키를 인정하였다. 그러다가 1988년에 알람 차나의 키가 들통남에 따라 기네스 북의 최장신이 되었다. 1990년 46세를 일기로 사망하였다.